# シーモア・ハーシュ

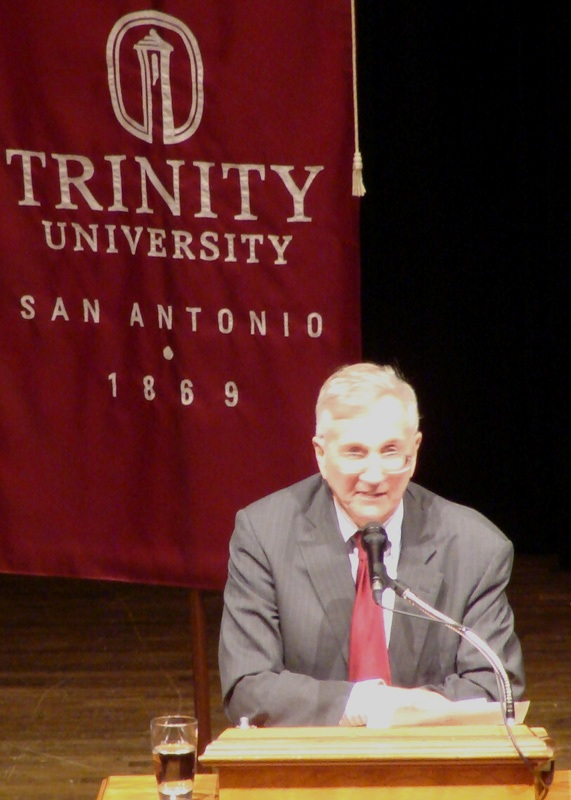
サンアントニオで講演中のハーシュ

“サイ”シーモア・マイロン・ハーシュ（Seymour Myron "Sy" Hersh, 1937年4月8日 - ）はアメリカ合衆国シカゴ生まれの調査報道記者。

## 来歴・人物
シカゴ出身。両親はイディッシュ語を話すリトアニア系ユダヤ人で、クリーニング店を営んでいた。シカゴ大学で歴史学を専攻。卒業後、薬局チェーンのウォルグリーンで働いた。
フリーランスの記者としてのデビューは1969年、ベトナム戦争中のウィリアム・カリー中尉によるソンミ村虐殺事件の暴露であった。当時「ディスパッチ・ニュース・サービス」という小さな個人通信社の記者であった彼は、借金をしながら証言者を求め全米を廻って記事を書いた。『ザ・ニューヨーカー』に掲載されたこの記事で、1970年度ピューリッツァー賞を受賞。
その後ニューヨーク・タイムズ紙の特別記者（イジドール・ファインスタイン・ストーン同様、記事のノルマがない）として採用され、数々の大記事をスクープし、21世紀に入っても活動している。（以下のスクープには、NYタイムズ時代で無いものを含む）

### 主なスクープ
- CIAの国内スパイ計画「ケイオス作戦」を暴露（レジスタンス計画に繋がるもの。ただし、記事の誤りが多いとされ、ピューリッツァー賞はなし）
- 多国籍企業報道（後にロッキード事件に発展）
- プロジェクト・ジェニファー（ソ連原子力潜水艦回収作戦）
- 新聞王ロバート・マクスウェルの正体とイスラエルの核武装（マクスウェルは報じられた直後に謎の急死、イスラエルの核は200発、さりげなく台湾の核武装という重要記事が入っている）
- アブグレイブ刑務所における捕虜虐待
- ウォーターゲート事件のスクープ（ウッドとスタインのコンビに及ばず）
- 大韓航空機事件の内幕
- ラベル空軍大将による北ベトナム無断爆撃事件
- ノルドストリームのパイプラインへの破壊工作

## 著書
- Chemical and Biological Warfare: America's Hidden Arsenal, (Bobbs-Merrill, 1968).
- My Lai 4: A Report on the Massacre and its Aftermath, (Random House, 1970).

小田実訳『ソンミ――ミライ第四地区における虐殺とその波紋』（草思社, 1970年）
- The Price of Power: Henry Kissinger in the Nixon White House, (Faber, 1983).
- "The Target is Destroyed": What Really Happened to Flight 007 and What America Knew about It, (Random House, 1986).

篠田豊訳『目標は撃墜された――大韓航空機事件の真実』（文藝春秋, 1986年）
- The Samson Option: Israel's Nuclear Arsenal and American Foreign Policy, (Random House, 1991).

山岡洋一訳『サムソン・オプション』（文藝春秋, 1992年）
- The Dark Side of Camelot, (Little, Brown, 1997).
- Against All Enemies: Gulf War Syndrome, the War between America's Ailing Veterans and their Government, (Ballantine Publishing, 1998).
- Chain of Command: the Road from 9/11 to Abu Ghraib, (HarperCollins, 2004).

伏見威蕃訳『アメリカの秘密戦争――9.11からアブグレイブへの道』（日本経済新聞社, 2004年）ISBN 9784532164898